# ماراتة وينمانية الأوراق
ماراتة وينمانية الأوراق (الاسم العلمي:Marattia weinmanniifolia) هي نوع من النباتات تتبع جنس الماراتة من الفصيلة الماراتية.